# Maliboomer
Maliboomer était une attraction de la zone de Paradise Pier du parc à thème Disney California Adventure en Californie. Elle se situait dans la deuxième boucle de l'attraction California Screamin’.

## La technique
C'est une attraction basée sur le concept de Space Shot de S&S Worldwide. Le système utilise un catapultage par air comprimé à partir du bas puis une chute et non le système plus ancien du treuillage suivi d'une chute appelée Turbo Drop.

## L'attraction

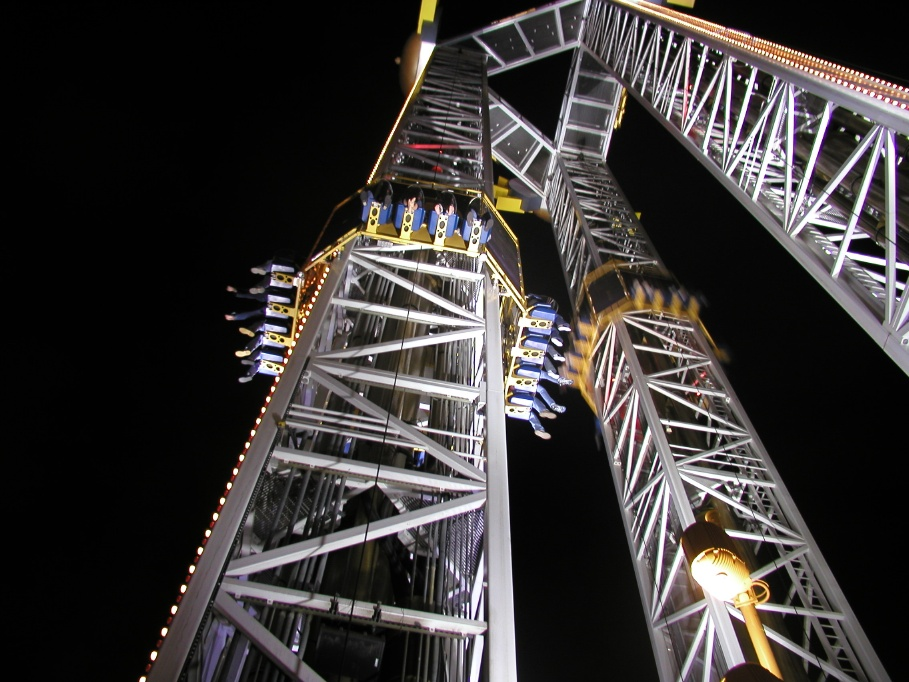
Les tours de Maliboomer depuis leurs bases.

L'attraction comporte trois tours au système de propulsion indépendant. Elle est décorée selon la thématique des jeux de forces des foires de type High striker (grand frappeur) sur lesquels un « hercule » frappe un support au pied d'une tour propulsant un marqueur le long d'une graduation souvent humoristique. Le nom de l'attraction est composé de Malibu, une célèbre plage de Californie et de boomer, signifiant « l'exploseur ».
- Ouverture : 8 février 2001 (avec le parc)
- Fermeture : 7 septembre 2010
- Conception : Walt Disney Imagineering et S&S Worldwide
- Tours : 3
  - Hauteur : 54,8 m
  - Thème : High striker
  - Capacité : 16 personnes par tour
- Vitesse maximale : 64 km/h.
- Gravité : -1 à 3,5 g.
- Durée : 1 min 30 s
- Taille minimale requise pour l'accès : 1,32 m.
- Type d'attraction : Chute libre de type Space Shot
- Situation : 33° 48′ 19″ N, 117° 55′ 22″ O